# Енн Ревір
Енн Ревір (англ. Anne Revere, 25 червня 1903, Нью-Йорк — 18 грудня 1990, Нью-Йорк) — американська акторка, володарка премій «Оскар» та «Тоні».

## Біографія
Енн Ревір народилася 25 червня 1903 в Нью-Йорку і була прямим нащадком героя Американської революції Пола Ревіра. У 1931 вона дебютувала на Бродвеї в постановці «Великий Беррінгтон», а пізніше домоглася значного успіху в п'єсі «Подвійна двері».
У 1934 відбувся її дебют в кіно, який показав її талант. Енн Ревір тричі номінувалася на «Оскар» за найкращу жіночу роль другого плану у фільмах «Пісня Бернадетт» (1943), «Національний оксамит» (1944), за роль в якому вона отримала премію, і «Джентльменська угоду» (1947). Однією з останніх її ролей стала Ханна Істман, мати персонажа Монтгомері Кліфтом у фільмі «Місце під сонцем» (1951). Незабаром після цього Енн Ревір потрапила в «Чорний список» Голлівуду і її акторська кар'єра зруйнувалася, а сцени з її участю у фільмі «Місце під сонцем» були вирізані.
Після цього Енн Ревір разом з чоловіком, драматургом Самуелем Розеном, переїхала в Нью-Йорк, де вона повернулася на Бродвей. Пізніше разом з ним вона організувала акторську школу. Незважаючи на це, її як і раніше ігнорували в Голлівуді, і тому роль в однойменному фільмі, випущеному двома роками пізніше, дісталася Уенді Хіллер.
У 1970-ті вона знялася в декількох телесеріалах і парі кінокартин, серед яких «Скажи, що ти любиш мене, Джуні Мун» (1970) з Лайзою Міннеллі в головній ролі.
Енн Рівер померла 18 грудня 1990 від пневмонії в передмісті Нью-Йорка у віці 87 років.

## Вибрана фільмографія
- 1951 — «Місце під сонцем» / (A Place in the Sun) — Ганна Істмен
- 1949 — Ти — все моє — Тітка Джейн
- Таємниця за дверима (1948) — Керолін Лемпхір
- Джентльменська угода (1947) — Місіс Грін
- Тіло і душа (1947) — Анна Девіс
- Драгонвік (1946) — Абігейл Веллс
- Падший ангел (1945) — Клара Міллз
- Ключі від царства небесного (1944) — Агнезі Фиске
- Національний оксамит (1944) — Місіс Браун
- Веселі сестри (1942) — Міс Іда Орнер
- Нью-орлеанский вогник (1941) — Сестра Жиродо
- Команди диявола (1941) — Місіс Волтерс
- Говард з Вірджинії (1940) — Місіс Бетсі Нортон
- 1941 — Вогонь Нового Орлеана / The Flame of New Orleans
- 1943 — Пісня Бернадетти / The Song of Bernadette — Луїза Субіру
- 1951 — Місце під сонцем
- Скажи, що ти любиш мене, Джуні Мун (1970) — Міс Фарбер

## Нагороди
- 1946 — Премія «Оскар» — найкраща жіноча роль другого плану, за фільм «Національний оксамит»
- 1960 — Премія «Тоні» — найкраща жіноча роль другого плану в п'єсі, за п'єсу «Іграшки на горищі»